# História do livro no Brasil

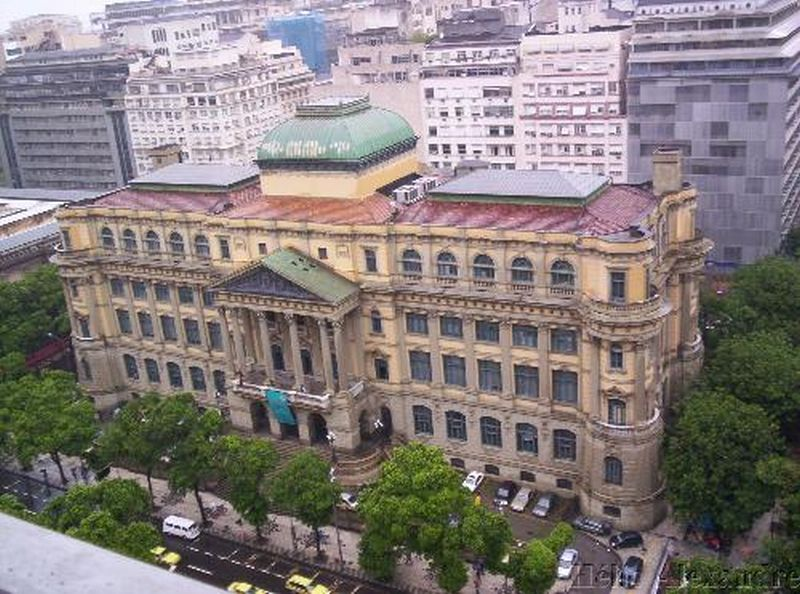
Biblioteca Nacional, localizada no Rio de Janeiro, depositária do patrimônio bibliográfico e documental do Brasil.

A história do livro no Brasil relata o desenvolvimento do acesso aos recursos de editoração e de aquisição do livro no país, num período que se estende desde o início da atividade editorial, durante a colonização, até o mercado editorial atual, compreendendo a história das editoras e livrarias que permitiram a acessibilidade moderna ao livro.

## Período Colonial
Acredita-se que a tipografia só foi introduzida nas colônias pelos colonizadores, onde havia uma cultura autóctone altamente desenvolvida, que o poder colonial desejava suplantar ou reprimir. Tal ideia é defendida por Nelson Werneck Sodré e outros. A tipografia, nos primeiros dois séculos da colonização portuguesa e espanhola, foi em parte um auxiliar da evangelização cristã, era implantada por iniciativa clerical, tanto que sua produção era destinada às necessidades do clero e das missões.
A organização dos aborígines brasileiros não fez surgir a necessidade imediata da tipografia para a sua catequização. Quanto às especulações de que os jesuítas tivessem trazido uma impressora com eles, na verdade nunca surgiu qualquer indício de material impresso com tal origem.

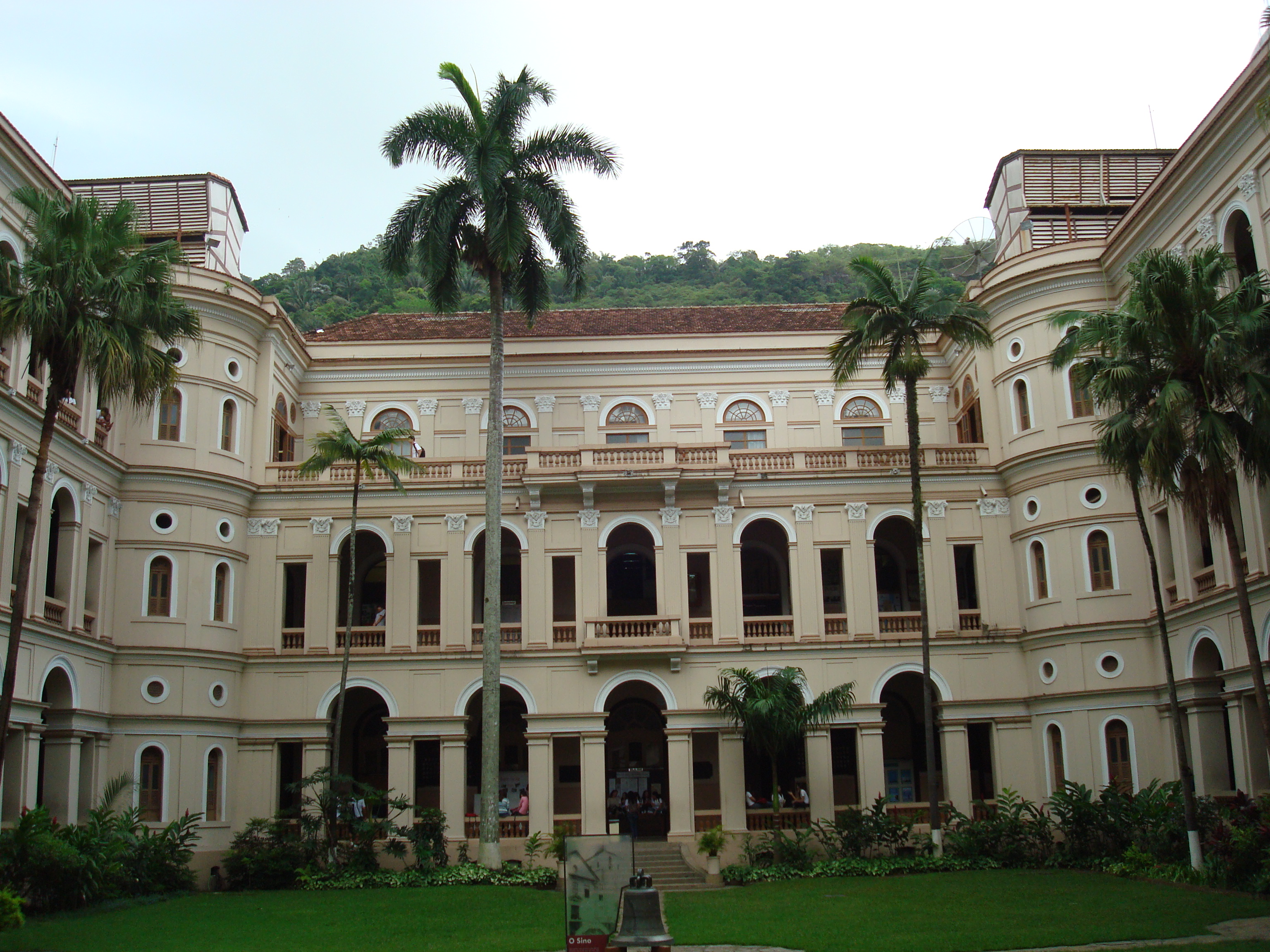
Colégio Santo Inácio, onde acredita-se terem sido feitos os primeiros impressos no Brasil, em 1724.

A “História da Companhia de Jesus no Brasil”, de Serafim Leite, informa que a biblioteca do Colégio Santo Inácio, no Morro do Castelo, Rio de Janeiro, possuía alguns trabalhos impressos na própria casa por volta de 1724, o que pode ter sido um engano, pois poderiam estar se referindo a dois livros da época, “Vocabulário de la lengua guarany”, de Antônio Luiz  Restrepo (1722), e “Arte de la lengua guarany”, os quais foram impressos no Pueblo de Santa María la Mayor – entretanto, ao contrário da afirmação de Hallewell (1985) de que esta região atualmente seria brasileira, mas que na época teria pertencido ao Paraguai,, Molina (2015) diz que sua localização correta é na Argentina, próximo ao Brasil.
Na maioria das colônias, as necessidades governamentais tornavam imperativo aceitar a tipografia, e apenas na América portuguesa a administração permaneceu tão elementar que a dispensava. Tal necessidade só se tornaria iminente quando o governo da colônia sofresse as transformações mediante o impacto da invasão napoleônica, alguns anos mais tarde.
A primeira tentativa efetiva de introduzir a tipografia no Brasil foi feita pelos holandeses, durante o período em que ocuparam o nordeste brasileiro, entre 1630 e 1650.
Durante a ocupação holandesa, as negociações entre Pernambuco e Holanda selecionaram um tipógrafo, Pieter Janszonon, como encarregado da tipografia no Recife, mas consta que ele morreu logo que chegou ao Brasil, em 3 de agosto de 1643. Dois anos depois, a Companhia Holandesa das Índias Ocidentais ainda procurava um tipógrafo, sem conseguir. Na época, Maurício de Nassau já havia partido, e os holandeses pressionados já não se preocupavam mais com o assunto.

## Início da atividade editorial
Cerca de 60 anos depois, Recife teve a 1ª impressora do Brasil segundo os historiadores Ferreira de Carvalho e Pereira da Costa, mas o tipógrafo é desconhecido. Serafim Leite, em “Artes e Oficinas dos Jesuítas no Brasil”, relata que a impressora funcionou de 1703 a 1706, e defende que o tipógrafo era um jesuíta, Antônio da Costa, mas não há nenhuma prova, entretanto, da existência de tal impressora.
No Rio de Janeiro, em 1747, há provas definitivas de ter havido uma impressora, através de folhetos impressos na época. O tipógrafo era Antônio Isidoro da Fonseca, reconhecido tipógrafo de Lisboa, que vendera lá seu negócio e viera para o Brasil. Isidoro tivera problemas em Lisboa, com a inquisição, por ter sido o editor de “O Judeu”, Antônio José da Silva, carioca nascido em 1703 de uma família de judeus convertidos, e que acabou sendo queimado, posteriormente, num dos últimos autos de fé da inquisição, em 19 de outubro de 1739. Na época, o governador do Rio de Janeiro e de Minas Gerais, Gomes Freire de Andrade, estava interessado em estimular a vida intelectual da cidade do Rio de Janeiro. Estimulou a arte criando a Academia dos felizes, em 1736, que se tornou a Academia dos Selectos em 1752, que se reunia no próprio Palácio do Governo. Prova concreta da existência da tipografia foram um folheto, de 1747, cuja autoria é atribuída a Luiz Antonio Rosado, e um volume denominado “Hoc est Conclusiones metaphysicae de ente real, praeside R. G. M. Francisco de Faria”, em 1747. Ainda há duas outras obras, referentes ao bispo Antonio do Desterro Malheyro. Tão logo a notícia da tipografia chegou a Lisboa, porém, houve ordem para fechá-la, por não ter sido considerada conveniente, no momento, a impressão na colônia.
Isidoro voltou a Portugal, mas, após três anos, solicitou licença real para instalar novamente sua impressora na colônia, no Rio de Janeiro ou em Salvador, prometendo jamais imprimir sem as devidas licenças civis e eclesiásticas, mas sua solicitação foi recusada.
A proibição de Portugal para a impressão no Brasil foi o fator que fez com que todos os originais brasileiros passassem a ser publicados na Europa ou a permanecer na forma de manuscritos. Há vários trabalhos escritos por brasileiros e impressos, na época, em Portugal, entre eles as poesias de Cláudio Manuel da Costa, trabalhos de José de Santa Rita Durão, José Basílio da Gama (autor de “Uruguai”, de 1769), Tomás Antônio Gonzaga (cuja obra Marília de Dirceu teve quatro edições em Lisboa entre 1792 e 1800).
Em 1792, havia apenas duas livrarias no Rio de Janeiro, e possivelmente uma das duas era de Paul Martim, natural de Tours e o primeiro livreiro carioca. Seu filho, Paulo Martim Filho, manteve a livraria funcionando até 1823. Os livros oferecidos eram, geralmente, de medicina ou religião, e a maior parte dos livros que chegavam ao Brasil, na época, era contrabandeada.

## Chegada da família real ao Brasil

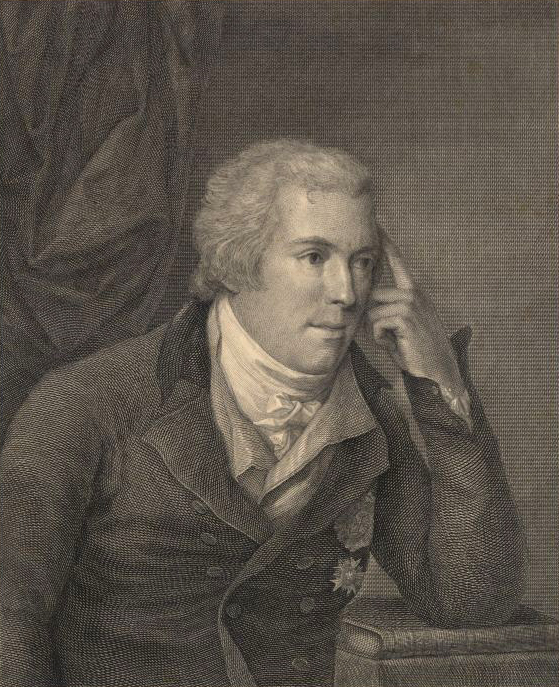
António de Araújo e Azevedo, conde da Barca, que mandou instalar o 1º prelo no Brasil, em sua própria casa, no Rio de Janeiro.

Em 1808, quando a família real, por pressão da invasão napoleônica, transferiu-se para o Brasil, levou consigo 60 mil volumes da Biblioteca Real. Instalados na nova capital, Rio de Janeiro, Dom João VI e seus ministros criaram, entre os demais empreendimentos, a Biblioteca Real, atual Biblioteca Nacional, criada em 1810. O impacto provocou um aumento do número de livrarias, de duas existentes em 1808 (as de Paulo Martim e Manuel Jorge da Silva), para cinco em 1809 (além das anteriores, somaram-se a de Francisco Luiz Saturnino da Veiga, Manuel Mandillo — que após 1814 associou-se a José Norges de Pinho — e João Roberto Bourgeois); sete em 1812 (além das anteriores, Manuel Joaquim da Silva Porto — que em 1815 associou-se a Pedro Antônio de Campos Bellos — e José Antônio da Silva); doze em 1816 (além das anteriores, Fernando José Pinheiro, Jerônimo Gonçalves Guimarães, Francisco José Nicolau Mandillo, João Batista dos Santos), e em 1818, mais três (Antônio Joaquim da Silva Garcez, João Lopes de Oliveira Guimarães e Manuel Monteiro Trindade Coelho). O periódico “Correio Braziliense”, de Hipólito José da Costa Pereira Furtado de Mendonça, era produzido na Inglaterra. Em Paris, houve um desenvolvimento do comércio editorial em língua portuguesa, que iria durar muito tempo, praticamente até 1930.
Há discordância sobre o fato de haver ou não um prelo no Brasil por ocasião da chegada da família real. Consta que a imprensa com tipos móveis foi finalmente trazida ao Brasil pelo próprio governo que antes a proibira com tanta veemência. António de Araújo e Azevedo, então Ministro do Exterior e posteriormente Conde da Barca, trouxe e mandou instalar o prelo no Rio de Janeiro, no andar térreo de sua própria residência, na Rua do Passeio, 44. O Irmão José Mariano da Conceição Veloso, religioso mineiro que fora para Lisboa em 1790, voltou ao Brasil com a família real para trabalhar na impressora do Rio, a Imprensa Régia. A inauguração do novo prelo foi em 13 de maio de 1808, com a publicação de um folheto de 27 páginas, acompanhado da Carta Régia. Nos quatorze anos do monopólio da Impressão no Rio foram produzidos mais de mil itens.

## Mercado editorial na província

### Minas Gerais
A primeira impressão de livro na província foi em Vila Rica, Minas Gerais, posteriormente Ouro Preto, em 1807, antes do surgimento da Imprensa Régia. O governador Athayde de Mello, futuro Conde de Condeixa, ficou tão satisfeito com um poema feito em sua honra por Diogo de Vasconcelos, que desejou vê-lo impresso. Tal impressão foi feita pelo padre José Joaquim Viegas de Menezes, em uma pequena prensa para fins domésticos. Associado ao português Manuel José Barbosa Pimenta e Sal, aos poucos foram criando a “Typographia Patriota de Barbosa & Cia”, que ficou pronta em 1821.
Após 1807, os primeiros livros impressos em Ouro Preto foram uma coleção das “Leis do Império do Brasil”, em 1835, por um impressor chamado Silva, e o “Diccionario da Língua Brasileira”, de Luís Maria da Silva Pinto, em 1832. Surgiram, posteriormente, outras tipografias em São João Del Rei (1827), Diamantina (1828) e Mariana (1830).

### Bahia

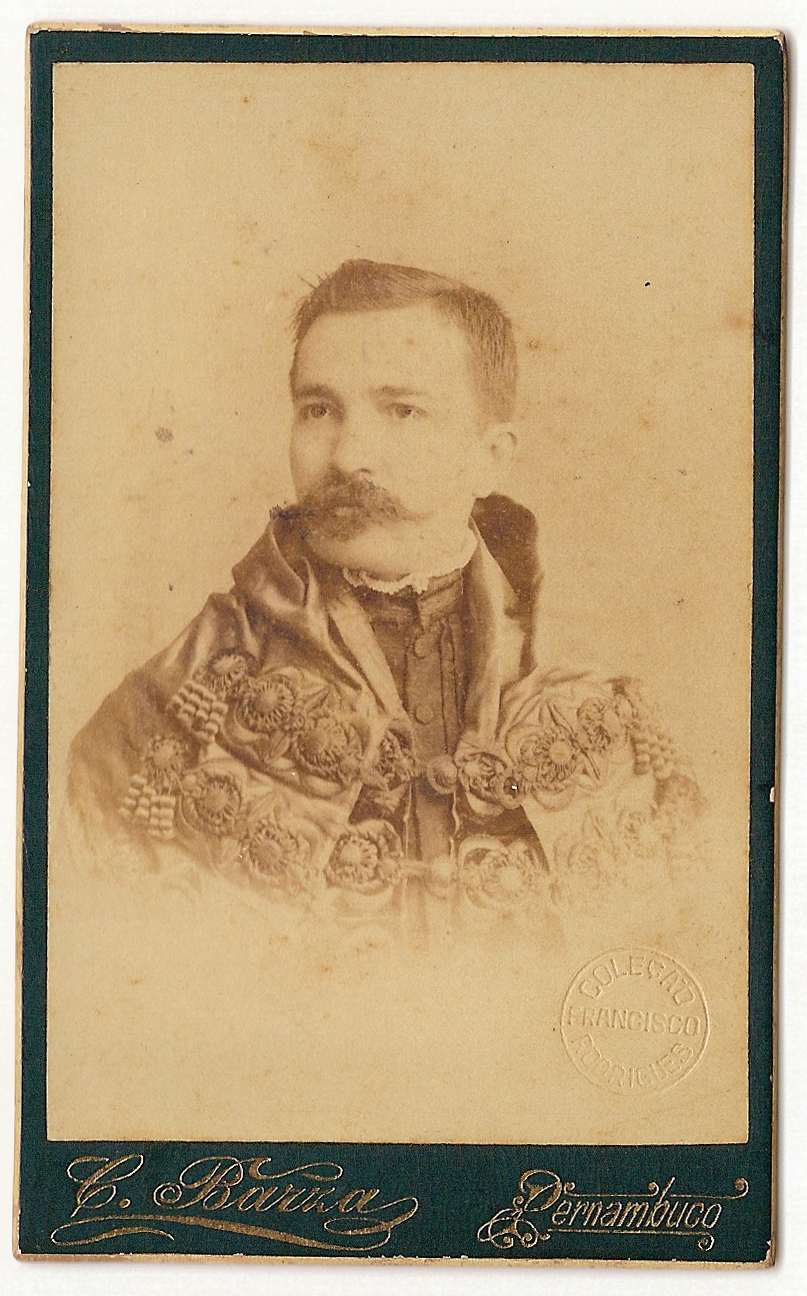
Clóvis Bevilaqua, dono da Livraria J. L. da Fonseca, na Faculdade de Direito do Recife entre os anos de 1891 e 1895. Fotografia de Alberto Henschel.

Na Bahia, logo que a família real chegou ao Brasil, um livreiro de Salvador, Manuel Antônio da Silva Serva, natural de Portugal, pediu permissão para ir à Inglaterra e conseguir uma impressora para a Bahia; tal permissão foi concedida em 1809, e começou a imprimir em 1811; aventa-se que possuía, na época, duas impressoras. Serva morreu em 1819, e a tipografia continuou com seu sócio e genro José Teixeira e Carvalho, ficando conhecida como “Typographia da Viúva Serva, e Carvalho”. Mais tarde, seu filho Manuel começou a trabalhar na firma. A publicação conhecida da Silva Serva é de 176 títulos, e a editora sobreviveu com várias mudanças de nome até 1846, porém perdeu sua posição de monopólio em 1823. Durante a luta pela independência do Brasil, as tropas da junta pró-Portugal invadiram a “Typographia da Viúva Serva”, para interromper a publicação do jornal nacionalista “Constitucional”; os editores fugiram para Cachoeira, onde instalaram sua própria gráfica para imprimir a continuação, o semanário “O Independente Constitucional”. A tipografia de Serva continuou produzindo a Gazeta da Bahia, pró-Portugal, mas quando a causa nacionalista triunfou, em junho de 1823, sua publicação teve que ser interrompida.
Com a morte de Silva Serva, a produção literária baiana entrou em declínio, só se recuperando nos anos 1890. Destacam-se, na época, a “Livraria J. L. da Fonseca Magalhães, editores”, do jurista Clovis Bevilacqua, entre 1895 e 1910, e a Livraria Catilina, fundada por Carlos Pongetti em 2 de fevereiro de 1835, e que duraria até 1960, ocasião em que se tornou a mais antiga livraria do Brasil. Em 1864, Serra Teriga assumiu sua direção, passando-a para Xavier Catilina em 1877. A Catilina era uma casa varejista, mas teve um grande período editorial, na administração de Romualdo dos Santos, em que publicou obras de Castro Alves, Coelho Neto, Ruy Barbosa, Xavier Marques, e Ernesto Carneiro Ribeiro. A impressão, porém, geralmente era feita em Portugal ou outros países da Europa, como era costume na época.

### Maranhão
O Maranhão foi uma das primeiras províncias a ter uma tipografia, pois era uma das mais prósperas do império, devido à produção do algodão, que valorizara desde a invenção do tear de Cartwright, em 1787. Durante tal período de desenvolvimento, houve um período áureo de atividade cultural e intelectual na região, por influência da elite portuguesa. O período áureo da literatura começa com o aparecimento dos primeiros poemas de Gonçalves Dias, na década de 1840, e vai até a partida de Aluísio Azevedo para o Rio de Janeiro, no início da década de 1880. Dois impressores se destacam nessa época: Belarmino de Mattos e José Maria Corrêa de Frias.
A impressão foi introduzida no Maranhão em 1821, pelo governador Bernardo da Silveira Pinto da Fonseca, quando esse instalou uma impressora oficial, para produzir o jornal do governo “Conciliador do Maranhão”. Um prelo “Columbian”, o mais moderno da época, foi trazido de Lisboa, e formava-se então a “Typographia Nacional Maranhense”, posteriormente denominada “Typographia Nacional Imperial”.
As primeiras impressoras de propriedade privada no Maranhão foram a de Ricardo Antônio Rodrigues de Araújo, que existiu de 1822 até a década de 50, e a “Typographia Melandiana”, de Daniel G. de Melo, que produziu seu primeiro trabalho em 1825. A mais importante, porém, foi a “Typographia Constitucional”, de Clementino José Lisboa, que teve início em 1830. Outras foram a de “Ignácio José Ferreira”, fundada em 1833 por João Francisco Lisboa e Frederico Magno d’Abranches; a “J. G. Magalhães e Manuel Pereira Ramos”; a “Typographia Temperança”; a de Francisco de Sales Nines Cascais; a “Typographia Monárquica Constitucional”, que foi vendida em 1848 a Fábio Alexandrino de Carvalho Reis, A. Theophilo de Carvalho Leal e A. Rego, e que produziria “O Progresso”, o primeiro jornal diário do Maranhão, iniciado em 1847.
Belarmino de Mattos tem sido considerado por muitos historiadores como um dos melhores impressores que o Brasil já teve. Criou um sindicato, a “Associação Typographica Maranhense”, inaugurada em 11 de maio de 1857, uma das primeiras organizações de trabalhadores do Brasil fora do Rio de Janeiro (foi precedida, no Rio de Janeiro, pela “Imperial Associação Typographica Fluminense”, fundada em 25 de dezembro de 1853).

### Pernambuco
Em Pernambuco, Recife teve a primeira tipografia, a “Oficina Tipográfica da República restaurada de Pernambuco”, em 1817, que logo foi fechada pelo governo, por motivos políticos. Em 1820, o governador Luís do Rego Barreto ordenou que se construísse uma “prensa de parafuso”, de modelo tradicional, no arsenal local, ou no trem, ficando então conhecida como “Officina do Trem de Pernambuco”, e o professor francês de desenho, Jean-Paul Adour, foi nomeado para dirigi-la. Quando Rego foi destituído, passou a se chamar “Officina do Trem Nacional”, em 1821, e depois “Typographia Nacional”. Ainda em Recife havia o concorrente Manuel Clemente do Rego Cavalcante, que se estabeleceu com um equipamento recém-trazido de Portugal, associando-se depois a Felipe Mena Calado da Fonseca e ao inglês James Prinches; o ex-padre e professor de português Antônio José de Miranda Falcão aprendeu com Prinches a arte da tipografia. Além dessas, outras duas tipografias foram a “Typographia Fidedigna” de Manuel Zeferino dos Santos, de 1827 a 1840, e a Typographia do Cruzeiro”, iniciada em 1829.
Em Olinda, Manuel Figueiroa de Faria abriu, em meados de 1831, a “Pinheiro Faria e Companhia”, que se mudou em seguida para Recife, e que talvez seja responsável pelos primeiros livros de Pernambuco; publicava o “Diário de Pernambuco”, tendo comprado seus direitos de Antônio José de Miranda Falcão, em 1835. Na época, havia 14 firmas impressoras e 4 estabelecimentos de litografia em Recife, e uma das mais importantes foi a “União”, de Santos e Cia., fundada em 1836, pelo padre Ignácio Francisco dos Santos.
Talvez a publicação mais interessante de Pernambuco, na época, foi o trabalho de Nísia Floresta (pseudônimo de Dionísia Gonçalves Pinto), “Direitos das  Mulheres e Injustiças do Homens”, adaptação livre da obra Vindication of the rights of women, de 1792, de autoria da feminista Mary Wollstonecraft Godwin.
Outras tipografias a salientar são a do cônego Marcelino Pacheco do Amaral, que instalou um prelo em sua própria casa, só para publicar seu “Compendio de theologia moral”, em 3 volumes produzidos entre 1888-1890, e depois vendeu sua “Imprensa Econômica” a um editor local, e a de Tobias Barreto, em 1847, que fundou em Escada, interior de Pernambuco, a “Typographia Constitucional”, que durou até 1888.

### Paraíba
Na Paraíba, destacou-se a “Typographia Nacional da Paraíba”, que imprimiu o primeiro jornal da província.

### Pará
No Pará, o impressor João Francisco Madureira fabricou seu próprio prelo. Já em 1822, a Imprensa Liberal publicou o primeiro jornal paraense, e o quinto do Brasil, “O Paraense”, pelo mestre impressor Daniel Garção de Melo. A “Typographia de Santos e Menor”, de Honório José dos Santos, ofereceu a primeira publicação local importante, o “Ensaio corográfico sobre a província do Pará”, de António Ladislau Monteiro Baena. Depois, a tipografia mudou o nome para “Santos e Filhos” e, posteriormente, “Santos e Irmão”.

### Outras províncias
Depois do Pará, a tipografia chegou nessa ordem nas províncias: Ceará em 1824, São Paulo em fevereiro de 1827, Rio Grande do Sul em junho de 1827, Goiás em 1830, Santa Catarina em 1831, Alagoas em 1831, Sergipe em 1832, Rio Grande do Norte em 1832, Espírito Santo em 1840, Paraná em 1853 (Rizzini defende que foi em 1849), Amazonas em 1854, Piauí em 1832, Mato Grosso em 1840

## Mercado editorial no Rio de Janeiro

### Início da produção editorial
A nova constituição portuguesa, adotada em 15-16 de fevereiro de 1821, abolira a censura prévia, e logo surgiu no Brasil uma avalanche de publicações sobre política. Foi extinto, igualmente, o monopólio da impressão pela imprensa do governo. Em 1821, foi permitida a instalação da “Nova Officina Typographica”, de propriedade particular, seguida pela “Typographia de Moreira e Garcez”, no Rio de Janeiro. Nas vésperas da Independência do Brasil, já existiam, na cidade, cerca de 7 estabelecimentos tipográficos. Manuel Joaquim da Silva Porto, poeta e livreiro, que introduzira no Brasil a Phedra, de Racine, e que fora tipógrafo da Imprensa Régia, iniciara sua “Officina de Silva Porto e Cia.”, ao lado de Felizardo Joaquim da Silva Moraes, tornando-se o primeiro livreiro da cidade a ter tipografia própria.
O escritor Victoriano José dos Santos e Silva montou a “Officina dos Anais Fluminenses”; havia também a moderna “Typographia Astréia”, que imprimia um jornal com o mesmo nome, e a firma “Torres e Costa: Innocêncio Francisco Torres e Vicente Justiniano da Costa”, que logo foi substituída pela “Typographia Innocencio Francisco Torres e Companhia”. Mediante a quantidade de tipografias, houve um aumento do número de livrarias no Rio de Janeiro.
Em 1823, Paulo Martim Filho, que se mudara para a Rua dos Pescadores, nº 14, era o livreiro mais conhecido do Rio de Janeiro. Silva Porto, na Rua da Quitanda, era o segundo em importância, mas ao todo havia outras onze livrarias, e uma delas era a loja de Francisco Luiz Saturnino da Veiga. Ao se casar novamente, Francisco doou o dote de sua falecida esposa aos filhos mais velhos, João Pedro Ferreira da Veiga e Evaristo da Veiga, que ingressaram por conta própria no mercado livreiro, comprando o estabelecimento de Silva Porto.
O predomínio do Rio de Janeiro no mercado literário teve início na década de 1840 e permaneceu até 1880, a despeito da tentativa de outras cidades provinciais, tais como a Casa Garraux, afamada livraria de São Paulo, que apresentava na época 400 obras impressas na província, isto é 11% de todos os títulos existentes no país.
Destacava-se, também, a “Casa do Livro Azul”, sebo mais conhecido do Rio de Janeiro, na Rua do Ouvidor, que funcionou de 1828 a 1852; seu proprietário, Albino Jourdan, perdera a visão e a audição e era ajudado por dois auxiliares de 14 e 17 anos.

### Pierre Plancher
Pierre René Constant Plancher de la Noé, tornara-se um impressor oficial na França em 1798. Após inúmeros problemas políticos com o governo francês, foi para o Rio de Janeiro em 1824, e enquanto aguardava que a alfândega liberasse seus equipamentos, abriu sua loja provisória na Rua dos Ourives, nº 60, em março de 1824. Em junho do mesmo ano, mudou-se para a Rua do Ouvidor, inicialmente no nº 80, depois nº 95, e logo começou a publicar em português. Grande parte de sua publicação era administrativa. Dentre suas várias publicações, destacam-se o “Annuario Histórico Brasiliense”, em 1824, no ano seguinte um almanaque, “Folhinhas de Algibeira e de Porta”, e em 1827, o “Almanack Plancher”.

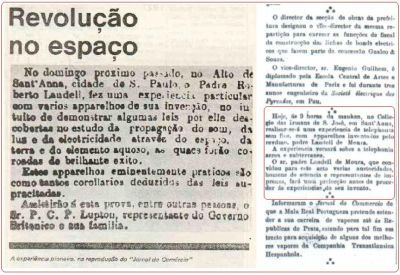
Notícia do Jornal do Commercio do dia 10 de junho de 1900.

Plancher publicou a primeira novela brasileira, “Statira a Zoroastes”, de Lucas José de Alvarenga, em 1826, com 58 páginas. Anteriormente, Paulo Martim publicara algumas novelas, mas traduzidas do francês. Plancher publicou o periódico “Spectador Brasileiro”, jornal que durou até 23 de maio de 1827. Adquiriu depois o "Diário Mercantil", de Francisco Manuel Ferreira e Cia, e mudou seu nome para Jornal do Commercio, o mais antigo da cidade do Rio de Janeiro. É atribuído a Plancher o novo processo de impressão planográfica conhecido como litografia, que fora inventado em 1798 e só começou a se generalizar em 1815, substituindo a gravação em chapas de metal.
O litógrafo de Plancher era Hercule Florence, que desistiu do cargo para seguir uma viagem de exploração e antropologia com o Barão de Langsdorff. O primeiro litógrafo do Brasil, portanto, foi Armand Marie Julien Pallière, que trabalhou um tempo para o Arquivo Militar, em 1819, e foi substituído por Johannn Jacob Steinmann, que chegou ao Rio de Janeiro em 1825 e alguns anos depois voltou para Suíça, onde publicou sua coleção de vistas litografadas, “Souvenirs de Rio de Janeiro”.
Graças aos aprendizes de Steinmann, em 1846 existiam no Rio de Janeiro quatro tipografias imprimindo em litografia. A mais antiga era a de Luís Aleixo Boulanger, fundada em 15 de agosto de 1829, e a mais importante foi a firma “Ludwig e Briggs”, que existiu entre 1843 e 1877. O principal concorrente de Briggs era “Heaton e Rensburg”, fundada em 1840 (pelo inglês George Mathia Heaton e o holandês Eduard Rensburg), cuja principal característica era a publicação de músicas.

### Villeneuve

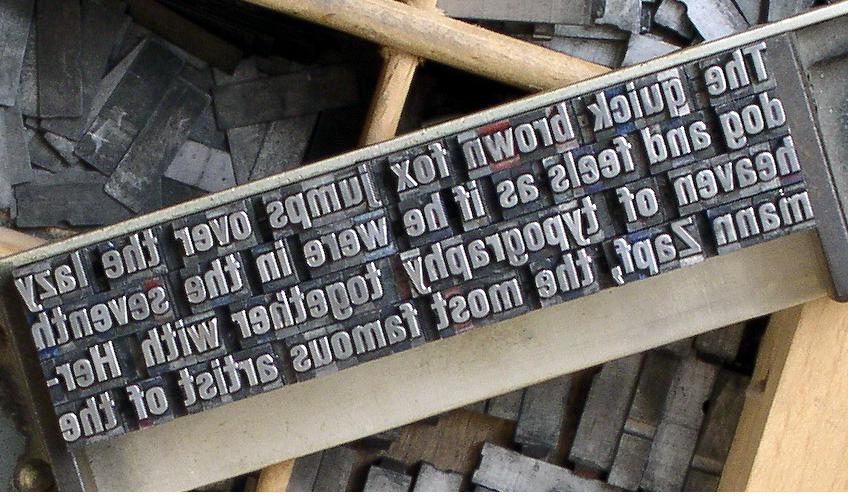
Tipos móveis justapostos em um linotipo.

Após a abdicação de D. Pedro I, em 1832, o comércio de livros sofreu os efeitos econômicos da incerteza política, e Plancher vendeu sua firma para dois conterrâneos, em 9 de junho de 1832. Os compradores foram Junio Constancio de Villeneuve e Réol-Antoine Mougenot, e em 15 de julho de 1834, Mougenot vendeu sua parte a Villeneuve, que possuiu a primeira impressora mecânica do hemisfério sul, depois a primeira rotativa e a primeira linotipo. Seus concorrentes eram a “Typographia Nacional”, “Paula Brito”, “Laemmert”, a “Typographia do Diário”, e as impressoras do Correio Mercantil e Correio da Tarde. Na época, foram produzidos dois dos mais antigos títulos registrados como romances brasileiros: “O Aniversário de D. Miguel em 1828”, de J. M. Pereira da Silva, em 1838, e “Os Assassinos Misteriosos”, de Justiniano José da Rocha, em 1839.

### Louis Mongie
Louis Mongie teve uma das principais livrarias da Rua do Ouvidor, de 1832 até 1853, ano de sua morte, quando então a livraria foi transferida para “Pinto & Waldemar”, que se tornou, por volta de 1860, “F. L. Pinto & Cia.”, e depois para “J. Barboza e Irmão” — todos a intitulavam, porém, “Livraria Imperial”.

### Paula Brito
Em 1831, Francisco de Paula Brito, que viera de família humilde e aprendera a ler com sua irmã, comprou um pequeno estabelecimento de seu parente Sílvio José de Almeida Brito, na Praça da Constituição, nº 51; era uma papelaria e oficina de encadernação, além de vender chá. Brito instalou ali um pequeno prelo, adquirido de E. C. dos Santos, e no ano de 1833, Brito já possuía dois estabelecimentos: a “Typographia Fluminense”, na Rua da Constituição, nº 51, e a “Typographia Imparcial”, no nº 44; em 1837, mudou para o nº 66 e expandiu a loja para nº 64 em 1839. Em 1848, Brito possuía já seis impressoras manuais e uma mecânica, e expandiu suas instalações para os nº s 68 e 78, esse constituindo sua “Loja do canto”, que se tornou sua livraria e papelaria, além de criar filiais em sociedade com Antônio Gonçalves Teixeira e Sousa e com Cândido Lopes, formando com esse último a “Tipografia e Loja de Lopes e Cia”, em Niterói. Cândido Lopes se tornaria, posteriormente, o primeiro impressor do Paraná.
Em sua loja, Francisco de Paula Brito criou a “Sociedade Petalógica”, que tinha tal nome devido à “liberdade” que Brito dizia que seus membros davam à imaginação (uma peta = uma mentira), e reunia todo o movimento romântico de 1840-1860: Antonio Gonçalves Dias, Laurindo Rabelo, Joaquim Manuel de Macedo, Manuel Antonio de Almeida, entre outros. Toda a elite da época, entre políticos, artistas e líderes, reunia-se na “Livraria de Paula Brito”.

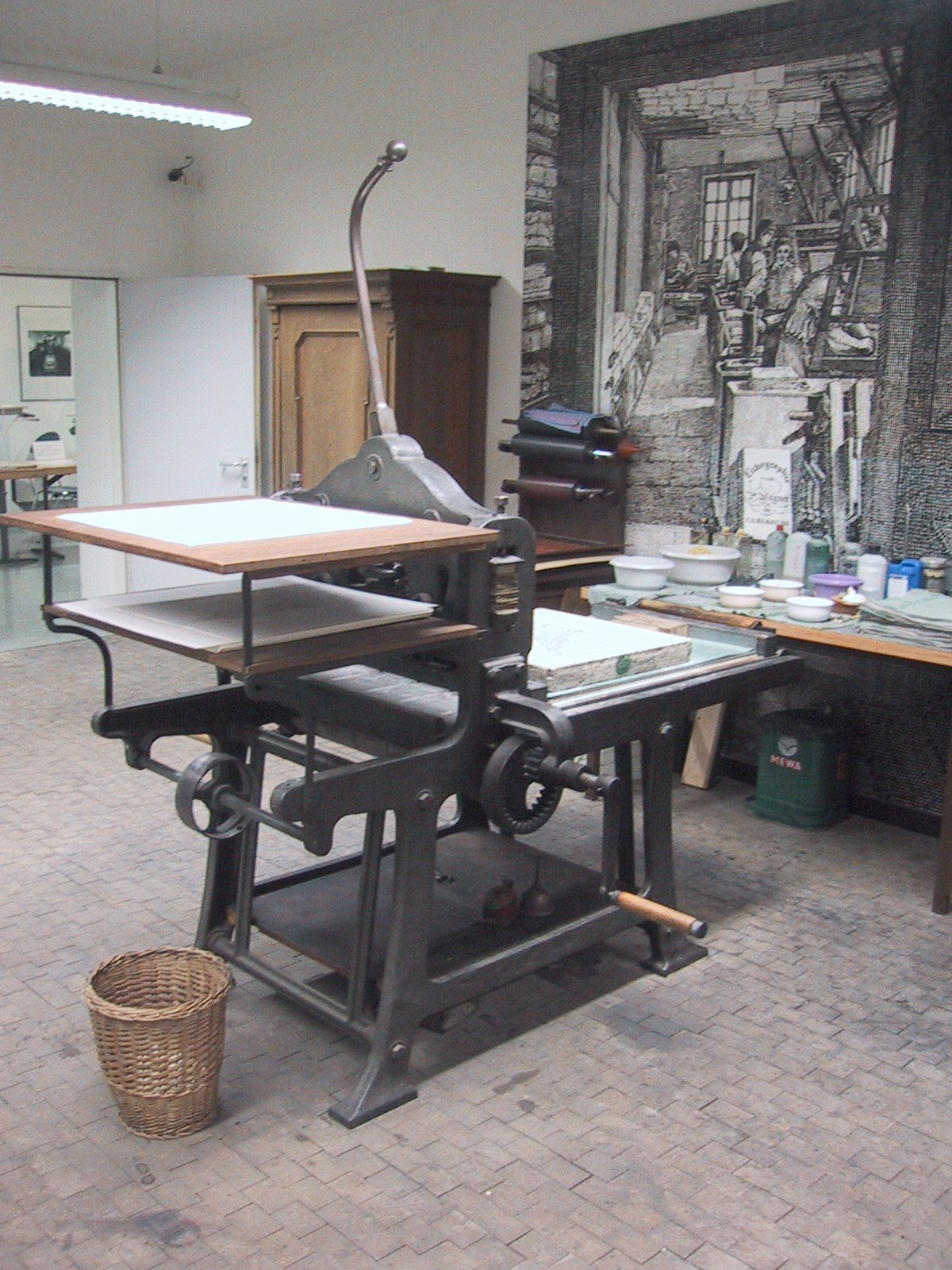
Uma prensa usada na litografia.

Em 1851, Brito entrou no campo da litografia; uma de suas revistas, “A Marmota na Corte”, incluía o encarte de um figurino. Brito trouxe de Paris o litógrafo Louis Therier, que passou a fazer as litografias para a revista. Criou em 2 de dezembro de 1850 a nova “Imperial Typographia Dous de Dezembro”, data de aniversário seu e de D. Pedro II, que se tornou seu acionista, patrocínio esse dado mais por caráter pessoal do que político-partidário. Paula Brito foi o primeiro editor genuinamente não-especializado do país, pois incluía grande variedade de obras e assuntos, ao contrário de seus antecessores, que se dedicavam mais aos assuntos técnicos.
Paula Brito editou a primeira revista feminina do país, em 1832, “A Mulher do Simplício”, ou “A Fluminense Exaltada”, que foi impressa por Plancher, seu amigo. A revista persistiu até 1846, quando foi substituída por “A Marmota”, que durou, com algumas mudanças de título, de 1849 a 1864, 3 anos após sua morte.
Há registro de 372 publicações não-periódicas feitas por Paula Brito, de temática bastante variada, e dessas, 83 na área médica, geralmente teses, mas a maior parte constituída de dramas. Brito incentivava a literatura nacional, ainda precária. Pode-se considerar que o primeiro romance brasileiro com algum valor literário tenha sido “O Filho do Pescador”, de Antônio Gonçalves Teixeira e Sousa, publicado por Brito em 1843. Empregou o poeta Casimiro de Abreu e o jovem Machado de Assis, que começou como revisor de provas de Paula Brito e deu início à carreira literária como colaborador de “A Marmota Fluminense”.
No início de 1857, os acionistas insatisfeitos conseguiram a liquidação da “Typographia Dous de Dezembro”. Sua firma foi reduzida a “Typographia de Paula Brito”, com apenas um endereço, ainda graças ao auxílio financeiro do imperador. A publicação de livros caiu, reduzindo-se para 12 em 1858 e 15 em 1861, ano de sua morte. Sua viúva continuou o negócio em sociedade com o genro até 1867, caindo a produção, e em 1868 a Sra. Rufina Rodrigues da Costa Brito ficou sozinha, transferindo seu negócio para a Rua do Sacramento, nº 10, onde sobreviveu até 1875.

### Garnier
Dentre as várias livrarias do Rio de Janeiro, na Rua do Ouvidor, enquanto algumas eram pertencentes a franceses, como Plancher e Villeneuve, outras eram filiais de firmas já existentes na França, como Mongie, Aillaud e Bossange. Destacam-se entre esses os Irmãos Firmin Didot, mas na ordem de importância, a mais destacada foi a Garnier Frères, que funcionou no Brasil de 1844 a 1934.
Os irmãos Auguste (nascido em 1812) e Hippolyte (nascido em 1816) Garnier começaram a trabalhar como balconistas de livraria em Paris, em 1828, e mais tarde abriram seu próprio negócio, aos 21 e 17 anos. O irmão mais novo, Baptiste Louis Garnier (nascido em 4 de março de 1823), trabalhou para seus irmãos até 1844, e depois foi para o Brasil, chegando ao Rio de Janeiro em 24 de junho de 1844. Após dois anos de acomodações temporárias, instalou-se na Rua do Ouvidor, nº 69 (mais tarde renumerada 65), e permaneceu ali até 1878, mudando-se para o nº 71, em frente ao seu principal concorrente, a “Livraria Universal”, de E. & H. Laemmert. Até 1852, a firma denominava-se “Garnier Irmãos”, depois, “B. L. Garnier”, e acredita-se que tenha se separado dos irmãos entre 1864 e 1865.
No início da década de 1870, Garnier teve sua própria tipografia, a “Tipografia Franco-americana”. No conjunto, Garnier tem o crédito de 655 trabalhos de autores brasileiros publicados, entre 1860 e 1890, além de várias traduções, do francês, de romances mais populares. Deve-se a Garnier o formato francês dos livros que o Brasil adotou: in-oitavo (16,5 x 10,5 cm) e in-doze (17,5 x 11,0 cm), imitações da firma parisiense Calmann-Levy.
Em 1891, com saúde precária, Baptiste iniciou negociações para a venda de sua empresa, mas insatisfeito com os preços, desistiu, falecendo 3 anos depois, em 1º de outubro de 1893; a firma passou para seu irmão Hippolyte, que residia em Paris, voltando assim à condição inicial de filial da “Garnier Frères” no Rio de Janeiro.
Hippolyte Garnier tinha 77 anos quando seu irmão Baptiste morreu. A Garnier na França acabou sendo, nas décadas de 1890 e 1920, a principal editora de literatura hispano-americana em todo o mundo. A morte de Baptiste, assim como dos irmãos Laemmert, causou uma estagnação no mercado livreiro brasileiro, além de que a queda do império transformou completamente o clima social. Em 1898, Hyppolite mandou ao Rio de Janeiro um novo gerente, Julien Lansac, e seu assistente chefe passou a ser Jacinto Silva, que teve grande autonomia, pelas dificuldades de Julien falar a língua portuguesa. Hippolyte mandou reformar as instalações da Garnier, que foi inaugurado com gala. Cada um dos convidados foi presenteado com um exemplar da 2ª edição de Dom Casmurro, de Machado de Assis, autografado. Por volta de 1904, Jacinto Silva saiu da firma e foi dirigir o departamento de livros da Casa Garraux, em São Paulo, e em 1920 instalou sua própria “Casa Editora O Livro”, que foi o centro do movimento modernista.
Hippolyte Garnier morreu aos 95 anos em 1911, e Lansac voltou à França em 1913; os negócios passaram para um sobrinho, Auguste P. Garnier, que enviou para o Rio de Janeiro outro gerente francês, Émile Izard (nascido em 1874). A partir de então, a Garnier entrou em decadência, com poucas publicações, e o fim chegou perto de 1934, quando a Livraria Garnier foi vendida a Ferdinand Briguiet, que anteriormente comprara a Livraria de Lachaud, na Rua Nova do Ouvidor.

### Briguiet-Garnier
Quando a Garnier foi vendida, passou a usar o nome Livraria Briguiet-Garnier, e durou até 1951, quando a “Difusão Européia do Livro" (Difel) assumiu a filial brasileira da Garnier. O edifício da Garnier foi demolido em 1953, para dar lugar a um Banco, e a Briguiet ficou restrita à Rua Nova do Ouvidor. Briguiet então já fora substituído por seu sobrinho Ferdinand, que morreu sem herdeiros em meados de 1970. Alguns dos ativos da firma foram comprados pela “Livraria Itatiaia” de Belo Horizonte, e a Loja Briguiet foi fechada em 1973.

### Lombaerts
Entre as livrarias de estrangeiros no Rio de Janeiro, destacava-se a do belga Jean Baptiste Lombaerts (1821-1875) e seu filho Henri Gustave Lombaerts (1845-1897), que era a maior de litografias montadas na época, na Rua do Ourives, nº 17, de 1848 até 1904, quando a loja foi demolida, para dar lugar à Avenida Central. De 1871 a 1879, a livraria produziu um suplemento em português para acompanhar um de seus principais periódicos importados, a revista francesa “La Saison”. A partir de 1879, começou a editar sua própria edição brasileira da revista, com o nome “A Estação”.

### Leuzinger

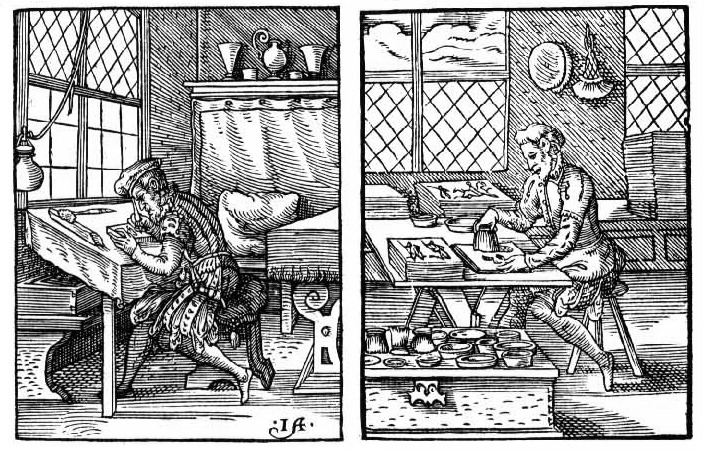
Xilogravuras do século XVI ilustrando a produção da xilogravura. No primeiro: ele esboça a gravura. Segundo: ele usa um buril para cavar o bloco de madeira que receberá a tinta.

Outra firma de destaque foi a do suíço George Leuzinger (1813-1892), que chegou ao Rio de Janeiro em 1832, e até 1840 economizara o suficiente para comprar a mais antiga papelaria da cidade, “Ao Livro Vermelho”, de Jean Charles Bouvier, na Rua do Ouvidor, nº 31. Em 1852, Leuzinger adquiriu a Typographia Franceza, fundada por Jean Soleil Saint Amand em 1837, e que publicara em 1841 os primeiros poemas de Joaquim Norberto, “Modulações Poéticas”, e as duas primeiras edições, de 1844 e 1845, de “A Moreninha”, de Joaquim Manuel de Macedo. Sob a direção de Leuzinger, ela se tornou uma das tipografias mais bem equipadas do país. Leuzinger teve grande participação no desenvolvimento da gravação em madeira (xilogravura) no país, e em 1843, trouxe da Alemanha 2 talentosos gravadores em madeira, Eduard Hüslemann e R. Rollenberger. Em 1850, Rollenberger morreu de febre amarela e Hüslemann voltou para a Alemanha, mas deixaram muitos aprendizes no Brasil. Leuzinger foi o responsável, entre outras coisas, pela introdução dos cartões postais ilustrados no país, e aventurou-se na fotografia. As 54 xilogravuras que ilustram o livro de Louis e Elizabeth Agassiz, “Journey in Brazil”, de 1868, são de Leuzinger. Como tipografia, a Leuzinger sobreviveu, sob o nome “Gráfica Ouvidor”.

### Laemmert
A mais importante das livrarias estrangeiras foi, porém, a Laemmert; entre 1893 e a passagem do século, foi a principal editora brasileira. Eduard Laemmert (nascido em 10 de agosto de 1806) e Heinrich (nascido em 27 de outubro de 1812) eram filhos de F. W. Laemmert, um clérigo protestante que os educou em casa e aos 14 anos os enviou para o aprendizado do comércio de livros. Partindo para Paris, Eduard foi trabalhar na firma de Martin Bossange e seu filho Hector. Dois anos depois, Bossange decidiu abrir filial no Rio de Janeiro, e Eduard, representante de Bossange, abriu uma sociedade com um português chamado Souza, representante de J. P. Aillaud., estabelecendo-se  na Rua dos Latoeiros (hoje Gonçalves Dias), nº  88, sob o nome Souza Laemmert. Quando o contrato expirou, em 1833, Eduard resolveu ficar no Brasil, casou com uma brasileira e começou seu próprio negócio, na Rua da Quitanda nº 77, a “Livraria Universal”. Seu irmão Heinrich veio, a seu pedido para o Brasil, e formaram a “E. & H. Laemmert, mercadores de livros e de música”, em 1838. Em pouco tempo começaram a editar e em 1839 criaram a sua “Folhinha“ anual. Em 1844, começaram o “Almanack Laemmert”, que superou todos os concorrentes e, em 1875, chegava a ter 1770 páginas. Instalaram-se, em 1868, na Rua do Ouvidor, nº 68. A oficina tipográfica de Laemmert inaugurou em 2 de janeiro de 1838, e recebeu o nome de Typographia Universal.
Em 1877, Eduard afastou-se da firma, indo para Karlsruhe, a cidade onde aprendera o ofício e lá faleceu repentinamente, em 18 de janeiro de 1880. Henrique faleceu 4 anos depois. Todos os negócios foram para uma sociedade formada por Gustave Massow, o genro de Henrique, Edgon Widmann Laemmert, e Arhur Sauer. Em 1891, a firma foi reorganizada com o nome Laemmert & Companhia, e em 1898, possuía filiais em São Paulo e Recife. Em 1903, houve nova mudança de sócios, e Edgon foi substituído por seu filho Hugo e Gustave por seu irmão Hilário. Laemmert possuía uma biblioteca com um exemplar de cada edição produzida , mas essa foi destruída por um incêndio em 1909, após o que a livraria nunca mais foi reaberta. Os direitos autorais de sua propriedade foram vendidos a Francisco Alves, que adquiriu o mais famoso de seus títulos, “Os Sertões”, de Euclides da Cunha, que Laemmert publicara em 1902 e vendera 3 edições.
A tipografia continuou, e a propriedade, que ficara com Arthur Sauer, passou para Manuel José da Silva, em 1910, que já era dono do “Anuário Geral de Portugal”, então o Almanack mudou o nome para “Anuário do Brasil”. A nova organização passou por várias mudanças de proprietário, tornando-se “Sérgio & Pinto” em 1919, “Álvaro Pinto & Cia em 1920, Alexandre Henault & Cia em 1921, e em 1925 foi adquirida pelo Jockey Club do Rio de Janeiro, onde foi chamada “Almanack Laemmerte Limitada”. Poucos livros foram produzidos nessa época, destacando-se o “Livro de Ouro do Centenário a Independência do Brasil”, em 7 de setembro de 1922. Em 1942, outro incêndio destruiu o Almanack, e o último número foi do de 1943. A Gráfica Laemmert voltou a publicar livros por volta de 1970.

### Sellos & Couto
A firma Sellos & Couto foi fundada em 1815, quando José Gonçalves Agra abriu uma livraria na Rua do Sabão, nº 22. Nos anos 1820, a firma passou às mãos de Agostinho de Freitas Gonçalves, sucedido em 1852 pelos seus sobrinhos Antônio e Agostinho Gonçalves Guimarães, que acrescentaram a ela uma oficina impressora, a “Typographia Episcopal”. Antônio passou a se dedicar aos negócios bancários e Agostinho se aposentou em 1887, vendendo a firma a seu enteado João Antônio Pinto. Quando esse morreu, falido, o negócio foi arrematado por Antônio Joaquim de Sellos e Gaspar Pereira de Couto, que passaram a operar, primeiro como Sellos, Guimarães & Cia. e, depois, como Sellos & Couto.

### J. Ribeiro dos Santos
A J. Ribeiro dos Santos, outra importante firma, foi fundada pelo português Serafim José Alves, em 1871, no nº 11 da Praça D. Pedro II, hoje Praça 15 de Novembro. No final do século, mudou para a Rua Sete de setembro, nº 83, e pouco depois adotou o nome do parente e herdeiro de Alves, Jacintho Ribeiro dos Santos. Jacintho comprara o ponto de sua livraria de Francisco Rodrigues da Cruz, herdeiro da Livraria Cruz Coutinho, a Livraria Popular, a qual foi criada por Antonio Augusto da Cruz Coutinho. A Livraria Jacintho Ribeiro dos Santos destacava-se pelo bom acabamento dos livros didáticos, uso de imagens, e elevado número de tiragens em alguns de seus livros, que chegavam à marca de mais de 100.000 exemplares em 1924, numa população de 1.157.141 na cidade. Como “Livraria Jacintho”, sobreviveu até 1945, quando foi comprada pela “Editora A Noite”.

### Livraria Quaresma
A Livraria de Serafim José Alves parece ter tido alguma ligação, também, com a Livraria Quaresma. Pedro da Silva Quaresma foi o fundador da “Livraria do Povo”, em 1879, na Rua São José. A Livraria Quaresma durou até a década de 1960, com livros baratos e de apelo popular, e foi o local de treinamento do livreiro e alfarrabista Carlos Ribeiro, que fundou depois a “Livraria São José”, atuante nas décadas de 1950 e 1960.

### Antônio Joaquim Castilho
O livreiro e impressor Castilho é também dessa época, mas as edições mais importantes dessa firma são de seu filho, Antônio Joaquim Castilho. Castilho enfrentou dificuldades financeiras e, em 1931, sua firma se transformou na “Livraria América”, de A, Bedeschi, que durou até a década de 1940, e Castilho foi trabalhar na Editora Civilização Brasileira.

### Francisco Alves
Nascido Francisco Alves d’Oliveira em 2 de agosto de 1848, foi para o Rio em 1863, e conseguiu emprego em uma loja de artigos náuticos, e com economias, abriu um sebo na Rua São José, depois o vendeu e voltou para o Porto. Ao receber o convite do tio para trabalhar em sua livraria, foi para o Brasil novamente, e se naturalizou em 28 de julho de 1883. A firma de Francisco Alves, originalmente denominada Livraria Clássica, foi fundada em 15 de agosto de 1854, na Rua dos Latoeiros, nº 54 (posteriormente alterado para nº 48), por seu tio Nicolau António Alves. Francisco acabou comprando a parte de todos os sócios e do tio, até 1897. Inicialmente dedicada aos livros didáticos, mediante o aumento do número de escolas no país (nos últimos anos do Império, as escolas passaram de 3.561 para 7.500), a Francisco Alves chegou a ter quase o monopólio dos livros didáticos no Brasil.
A Livraria Francisco Alves abriu uma 1ª filial em São Paulo, em 23 de abril de 1893, onde Manuel Pacheco Leão, filho do secretário de educação e amigo de Francisco, Teófilo das Neves Leão, ficou encarregado, com parte das cotas da sociedade. Em 1906, abriu uma 2ª filial, em Belo Horizonte. Em São Paulo, adquiriu a “N. Falconi” e a “Livraria Melilo”; no Rio de Janeiro, adquiriu a “Lombaerts”, a “Livraria Católica de Sauvin”, a “Livraria Luso-Brasileira” de Lopes da Cunha, a “Empresa Literária Fluminense”, de A. A. da Silva Lobo, a casa de “Domingos de Magalhães”. Comprou também a firma portuguesa “A Editora”, anteriormente “David Corazzi”. Em 1909, adquiriu a “Laemmert”, adquirindo os direitos de “Os Sertões”, de Euclides da Cunha, e de Inocência, de Taunay. Comprou também a pequena livraria da “Viúva Azevedo”, no Rio de Janeiro.
Na linha literária, Francisco Alves publicou Afrânio Peixoto, Emílio de Menezes, Raul Pompéia, entre outros, mas a grande maioria de seus livros era impressa no exterior, por motivos econômicos e técnicos que inviabilizavam a impressão interna, o que foi motivo de muitos nacionalistas o criticarem. No seu tempo livre, Francisco Alves escrevia seus próprios livros, sob o pseudônimo Guilherme do Prado, ou F. d’Oliveira. Foram catalogados, após sua morte, 39 livros de sua autoria.
Alves era diabético e adquiriu uma pneumonia que o levou à tuberculose. Quando o sócio Pacheco Leão faleceu, em 23 de dezembro de 1913, Alves adquiriu a parte da viúva, mas faleceu em 29 de junho de 1917, após complicações de uma fratura na perna em um acidente ferroviário. No testamento, deixou um grande legado e uma pensão vitalícia àquela que fora sua amante desde 1891, Maria Dolores Braun. Todo o restante de seus bens ficaria para a Academia Brasileira de Letras, porém com a exigência de que a Academia deveria realizar, a cada 5 anos, dois concursos em sua homenagem, cada um deles com um primeiro prêmio de 10 contos, um segundo de 5 contos e um terceiro de 3 contos. Um dos concursos deveria ser para monografias sobre “a melhor maneira de ampliar a educação primária no Brasil”, e o outro para monografias sobre a língua portuguesa. Mediante a Academia estar estatutariamente impedida de gerir qualquer tipo de negócio, vendeu a livraria a um grupo de antigos empregados, liderados por Paulo Ernesto Azevedo, sucessor de Pacheco Leão na gerência da filial de São Paulo, e Antônio de Oliveira Martins. A nova firma adotou o nome “Paulo de Azevedo & Companhia”, mas continuou a usar a marca F. Alves, e a dominar o mercado de livros didáticos até o aparecimento da Companhia Editora Nacional, de Octalles Marcondes Ferreira, na década de 1920.
Paulo de Azevedo morreu em 1946, sendo sucedido pelos filhos Ivo e Ademar, que admitiram como sócios Álvaro Ferreira de Almeida, Raul da Silva Passos e Lélio de Castro Andrade, havendo nova revitalização da Livraria. Em 1972, a empresa foi vendida para o almirante José Celso de la Rocque Maciel Soares Guimarães, que modificou seu nome para “Livraria Francisco Alves Editora”; em 1974, a empresa de navegação Netumar, de Ariosto Amado, adquiriu 80% do seu capital e Carlos Leal assumiu a gerência.

### Outras editoras
Outras editoras e livrarias importantes do fim do século XIX foram a firma Editora Pimenta de Mello, fundada em 1845, e que sobreviveu até 1937, e a Livraria Moderna, de Domingos de Magalhães e Companhia, a principal editora no campo da literatura nos anos 1890.

## Mercado editorial em São Paulo
- Século XIX

São Paulo, que no início do século XIX formava uma única província com o Paraná, possuía uma pequena capital com menos de 10 mil habitantes, e tinha pouca importância. Em 1827, José da Costa Carvalho, futuro Marquês de Monte Alegre, importou uma impressora e um impressor, e produziu o primeiro jornal da província, “O Farol Paulistano”.
Em 1827, a cidade de São Paulo foi escolhida para abrigar uma das duas escolas de Direito do país, e a vida estudantil acabou por transformar a cidade. Em 1836, uma gráfica paulista imprimira até um livro, “Questões sobre presas marítimas”, de José Maria de Avelar Brotero. Seguiram-se outras obras, e surgiram as primeiras de literatura: em 1849, Rosas e Goivos, do então estudante José Bonifácio, o Moço e, em 1852, Cantos da Solidão, de Bernardo Guimarães, impressa na “Typographia Liberal” de Joaquim Roberto de Azevedo Marques.
Em 1855, São Paulo contava apenas 25 mil habitantes, enquanto o Rio de Janeiro passava dos 250 mil e Salvador e Recife tinham mais de 80 mil. Existiam três livrarias, “Fernandes de Souza”, “Gravesnes” e “Torres de Oliveira”, e três gráficas, a “Typographia Liberal” de Azevedo Marques, a “Typographia Dous de Dezembro”(sem ligação com a de Paula Brito), de Antônio Lousada Antunes, e a “Typographia Litteraria”. Existia um encadernador, o alemão U. Knossel, cujo negócio foi adquirido em 1880 pelo alemão Jorge Seckler, e tornou-se importante gráfica, com impressoras movidas a vapor. Em fins de 1860, funcionavam a “Typographia de Lei”, a “Typographia Americana” e a tipografia “Henrique Schroeder”.
- Casa Garraux

Em 1860, o editor francês Baptiste Louis Garnier abriu uma filial em São Paulo e confiou-a a Anatole Louis Garraux (1833-1904). Três anos depois, Garraux já se tornara independente e abrira a Livraria Acadêmica, em sociedade com Guelfe de Lailhac e Raphael Suares. Essa editora ficou conhecida como “Casa Garraux”. Foi na Casa Garraux que José Olympio começou a interessar-se pelo mercado livreiro, ao conseguir ali um emprego arrumando e limpando livros.
Antes de 1920, Garraux não publicava, mas tornou-se destacado livreiro, tornando-se a livraria com o estoque mais atualizado do país. A partir de 1872, a cafeicultura foi modificando o cenário da província, e nesse ano a Garraux mudou do Largo da Sé para a Rua da Imperatriz (futura XV de Novembro), passando a desempenhar papel importante no desenvolvimento intelectual e cultural de São Paulo. Garraux passou a direção da loja, nessa época, para seu genro Willy Fischer, que se aposentou em 1888, e seu sucessor, Alexandre Thiollier, antigo caixa, dirigiu os negócios até 1893, passando então a direção às mãos do sócio Charles Hildebrand, de Estrasburgo.
- Outras livrarias paulistanas

De três livrarias em 1850, São Paulo passou para cinco em 1870, sendo uma delas a “Grande Livraria Paulista”, que os irmãos Antônio Maria e José Joaquim Teixeira abriram em 1876.
Em 1893, devido sobretudo à maciça imigração italiana, São Paulo cresceu para 192.409 habitantes e, na passagem do século, igualou o Rio de Janeiro, com 239.820 habitantes. A indústria de papel instalada no estado começou a crescer; uma das fábricas era a “Cia. Melhoramentos de São Paulo”, formada em 1890 pelo Coronel Antônio Proost Rodovalho, e que em 1920 entrou para o ramo de papel para livros, associando-se à editora “Weiszflog Irmãos”. No fim do século, porém, São Paulo ainda tinha apenas oito livrarias. Entre outras, destacava-se a “Casa Eclectica”.

## Século XX
- Monteiro Lobato

| “                                                                                                 | O grau de cultura de um país mede-se pelo preço dos seus livros | ” |
| — Mr. Slang, personagem de Monteiro Lobato, ao comentar os altos preços das brochuras brasileiras |                                                                 |   |

Até a Primeira Guerra Mundial, os livros brasileiros eram impressos, em sua maioria, na Europa. A Editora Garnier, utilizada por Machado de Assis e quase todos os acadêmicos, era francesa e tinha suas oficinas na França. Coelho Neto era impresso no Porto, em Portugal, e editado por Lelo & Irmão. As editoras e livrarias brasileiras dedicavam-se mais aos livros didáticos, e pouco se imprimia no Brasil.
Monteiro Lobato teve a iniciativa que modificou o mercado editorial brasileiro. Imprimiu por conta própria, nas oficinas do jornal “O Estado de S. Paulo”, seu livro Urupês, e verificou que, na época, o Brasil contava com apenas umas 30 livrarias capazes de receber e vender livros. Escreveu, então, para todos os agentes postais do Brasil (1300 ao todo), solicitando nomes e endereços de bancas de jornais, papelarias, armazéns e farmácias interessadas em vender livros. Quase 100% dos agentes postais responderam, proporcionando uma rede de quase dois mil distribuidores espalhados pelo país. Lobato começou a publicar obras de seus amigos e de escritores iniciantes.
| “ | ... a vida literária do Brasil, de 17 a 25, girou em redor de mim e da minha editora (...) eu ia lançando nomes e mais nomes novos, depois de haver aberto o país inteiro à entrada de livros. Aquela história de pular trista e tantas livrarias (...) para os 1200 e tantos consignatários de Monteiro Lobato & Cia. foi uma das etapas da emancipação cultural do Brasil (...) Buenos Aires, 10.08.46 | ” |

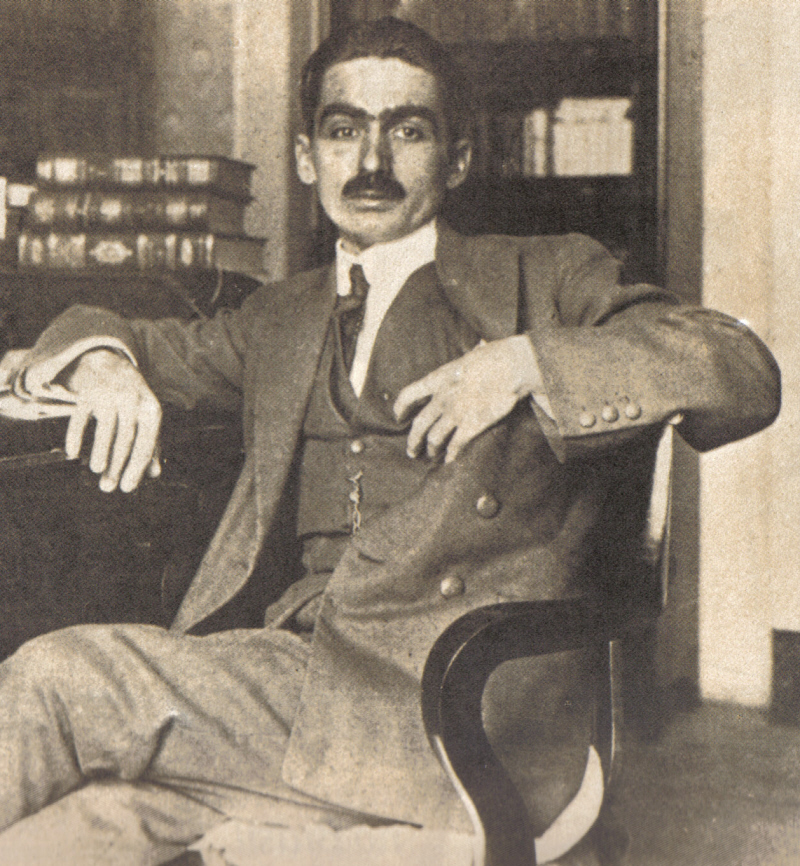
Monteiro Lobato, um dos grandes incentivadores do livro no Brasil, na Cia. Editora Nacional: "Um país se faz com homens e livros".

Quando a inicial Cia. Gráfio-Editora Monteiro Lobato entrou em colapso, Octalles Marcondes Ferreira (1899-1972), que fora seu auxiliar e se tornara seu sócio, o incentivou a abrir outra editora, e em novembro de 1925, a Companhia Editora Nacional já estava constituída e se preparava para publicar uma versão, supervisionada por Lobato, do 1º livro escrito no Brasil no século XVI, o relato de Hans Staden, “Meu Cativeiro Entre os Selvagens Brasileiros”, numa tiragem de 5 mil exemplares.
Enquanto Octalles permanecia em São Paulo, Lobato dirigia a filial do Rio de Janeiro; em viagem aos Estados Unidos, e devido à especulação na bolsa de valores e ao crash de outubro de 1929, Lobato precisou vender a Octalles suas ações da editora, e passou a contribuir apenas como autor e tradutor.
A editora começou a investir, aos poucos, em títulos educacionais. Em 1932, Octalles adquiriu a Editora Civilização Brasileira, fundada em 1929 por Getúlio M. Costa, Ribeiro Couto e Gustavo Barroso, e que passou, aos poucos, para o genro Ênio Silveira. Em 1934, a marca “Nacional” quase se reservava totalmente para livros didáticos e infantis. Em 1943, houve o abandono da empresa de 6 professores responsáveis pela execução dos livros didáticos, que fundaram sua própria editora, a “Editora do Brasil”, especializada em livros didáticos. O auxiliar de Octalles, Arthur Neves (1916-1971), saiu e formou a Editora Brasiliense, que implantou sua própria livraria, a "Livraria Brasiliense".
Octalles morreu em 1973, e a presidência da empresa passou ao seu irmão Lindolfo. Em 1974 a Livraria José Olympio Editora solicitou auxílio financeiro para comprar a editora, porém, essa operação não chegou a ser finalizada. "A empresa de José Olímpio solicitou ajuda governamental: no caso, o financiamento total da operação; assim, o Banco Nacional de Desenvolvimento Econômico (BNDES) adquiriu a totalidade das ações da empresa [...], contudo, a situação econômica da José Olympio tornava impossível a desejada transferência e a Nacional acabou tornando-se propriedade do BNDE".
Em 1980, o Instituto Brasileiro de Edições Pedagógicas (IBEP) adquiriu a Companhia Editora Nacional, formando um dos maiores grupos editoriais do país. Em 2009, a Conrad Editora, especializada em revistas em quadrinhos, foi comprada pelo Grupo IBEP-Companhia Editora Nacional.
- José Olympio

A editora deu largada em 1931, ainda em São Paulo, com um livro de sucesso: “Conhece-te pela Psicanálise”, do americano J. Ralph, obra do gênero que hoje se conhece como auto-ajuda. Nos anos 40 e 50, Olympio se tornou o maior editor do país, publicando 2 mil títulos, com 5 mil edições, os quais nos anos 80 atingem 30 milhões de livros de 900 autores nacionais e 500 estrangeiros.
A crise da Livraria José Olympio teve início com o colapso no mercado de ações. Nos anos 70, tentou comprar a Companhia Editora Nacional. Em 3 de maio de 1990, quando morreu, José Olympio já não era mais proprietário da editora que leva seu nome, pois após ser encampada pelo BNDES nos anos 70, foi comprada pela Record em 2001; hoje pertence ao Grupo Editorial Record.
- Martins Editora

José de Barros Martins resolveu abandonar o emprego para abrir uma livraria numa pequena sala do primeiro andar de um edifício na Rua da Quitanda, em São Paulo, em 1937. Organizou seu próprio departamento editorial, sob a direção de Edgard Cavalheiro, e seu 1º título, no início de 1940, foi “Direito Social Brasileiro”, de Antonio Ferreira Cesarino Júnior.
Martins promoveu a liquidação de sua companhia em 1974, mas procurou manter-se no ramo, negociando os mais valiosos contratos de publicação com a Editora Record. Atualmente, a Martins Editora é um selo editorial da Livraria Martins Fontes.
- Civilização Brasileira

Fundada por Getúlio M. Costa, Ribeiro Couto e Gustavo Barroso em 1929, a Editora Civilização Brasileira tinha na época poucos títulos, e em 1932 foi adquirida por Octalles Marcondes Ferreira, passando a fazer parte da Companhia Editora Nacional. Ênio Silveira assumiu em parte a Civilização Brasileira, e a incrementou, sendo que, no final da década de 50, tornara-se já uma das principais editoras do país. Em 1963, Ênio Silveira assumiu o controle total da Civilização Brasileira e, no ano seguinte, seu catálogo era igual ao da Companhia Editora Nacional, acrescentado de 46 novos títulos. A Civilização acabou se tornando o canal mais importante para a moderna literatura brasileira nos anos 60, além de se dedicar às traduções, tanto dos países europeus, quanto dos estadunidenses, japoneses e latino-americanos.
Em 1982, Ênio aceitou uma oferta operacional da DIFEL, empresa estrangeira multinacional, para compra com sua firma. Paralelamente, o Banco Pinto de Magalhães, de capital português, e uma pessoa jurídica portuguesa, o major Batista da Silva, adquiriram 90% do capital da Civilização Brasileira, e Ênio ficou com 10%. Em março de 1984, formalizou-se a transferência da matriz da Civilização para São Paulo, mantendo-se uma filial no Rio de Janeiro. Ênio da Silveira faleceu em 1996. Atualmente, a Civilização Brasileira faz parte do Grupo Editorial Record.
- Editora Ática

Entre 1964 e 1965, surge a Editora Ática. Em 15 de outubro de 1956, foi fundado o Curso de Madureza Santa Inês, para a educação de jovens e adultos, pelos irmãos Anderson Fernandes Dias e Vasco Fernandes Dias Filho e pelo amigo Antonio Narvaes Filho. Com o passar do tempo, mediante o crescente número de alunos, o mimeógrafo tornou-se insuficiente para imprimir as apostilas, e em 1962 foi criada a Sesil (Sociedade Editora do Santa Inês Ltda.). Anderson Fernandes Dias, porém, defendeu a criação de uma editora. Assim, a Editora Ática surgiu em agosto de 1965, e no ano seguinte, já apresentava 20 títulos em seu catálogo.
Em 1999, a Ática foi comprada pela Editora Abril em 1999, numa parceria com o grupo francês Vivendi. Em 2002, a Vivendi vendeu suas empresas do ramo de publicações para o grupo francês Lagardère, mas a Editora Ática ficou fora dessa transação comercial. Em 2003, os dois acionistas controladores da Ática — Abril e Vivendi — puseram novamente a Editora à venda. Após um ano de negociações, foram adquiridos pela Editora Abril, em fevereiro de 2004, os ativos financeiros da Vivendi, tornando-se a sócia majoritária da Editora Ática, inaugurando uma nova fase na história da empresa, que passou a fazer parte da Abril Educação. No início de 2005, a editora passou a funcionar no prédio do Edifício Abril, na Marginal Tietê.
- Livraria do Globo

Na década de 1880, a “Livraria Americana”, de Carlos Pinto, originalmente estabelecida em Pelotas, apresentava traduções de vários autores estrangeiros, nem sempre com autorização dos autores. Casos como esse, e muitos outros, ocasionaram uma reação por parte dos autores e do governo, e começaram a se estabelecer leis com o intuito de preservar tais direitos. As origens da Livraria do Globo são dessa época, mas a editora só começou um programa regular de edições em 1928. No início dos anos 30 surgia, assim, em Porto Alegre, a Livraria do Globo, e o início da atividade editorial parece ter se dado, especialmente, pela posição de desrespeito do novo governo com relação aos direitos autorais dos outros estados. A Revista do Globo, por não ter verba para matérias inéditas, recorria também à pirataria

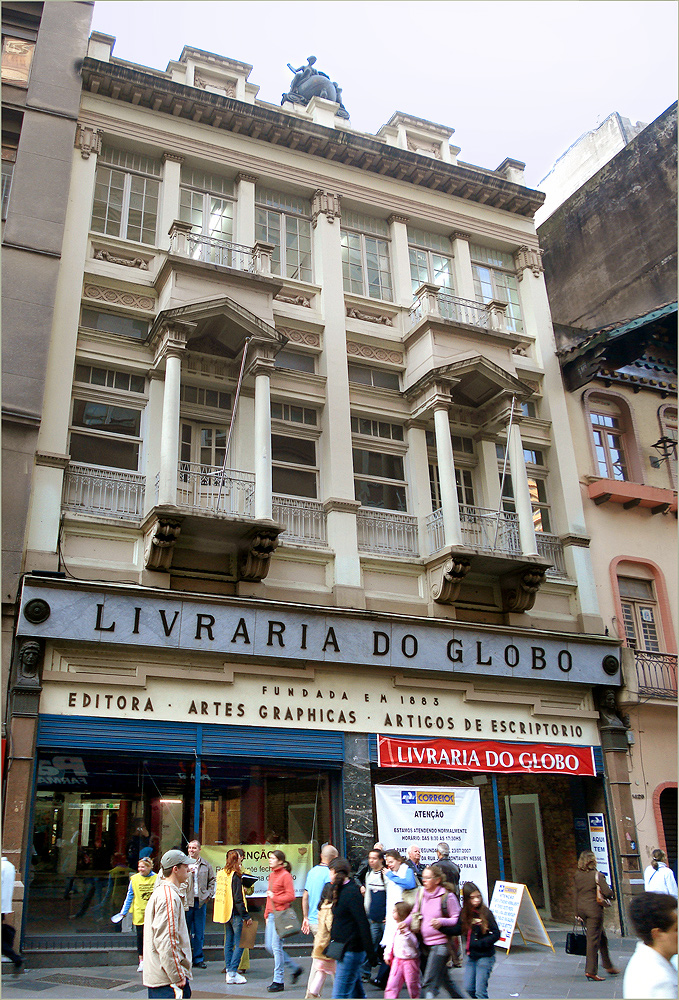
Livraria do Globo na Rua da Praia em Porto Alegre.

O florescimento da atividade editorial também era decorrente do aumento de desenvolvimento do Rio Grande do Sul, que se dera no período da República Velha, 1889-1930. A Editora Globo começou com uma pequena papelaria e livraria, fundada em 1883 pelo imigrante português Laudelino Pinheiro Barcellos, junto à qual foi construída uma oficina gráfica para trabalhos sob encomenda. José Bertaso, rapaz admitido para pequenos serviços em 1890, tornou-se sócio e em 1919, proprietário. Bertaso previu a escassez de papel com a Primeira Guerra Mundial e importou o suficiente para lucrar depois, com as vendas. A “Barcellos, Bertaso e Cia” adquiriu uma máquina linotipo, a 1ª do estado, e em 1922 começou a publicar livros de um renascimento literário local, a contrapartida gaúcha do movimento modernista. Mansueto Bernardi, italiano de Treviso e diretor do departamento de propaganda, era ainda mais ambicioso, e incentivou a publicação de títulos traduzidos. Montou uma equipe de revisores, tradutores e artistas gráficos, e criou a Revista do Globo.
Bernardi, em 1931, com a criação do Estado Novo, abandonou a atividade editorial e passou a dirigir a Casa da Moeda. O mais velho de seus 3 filhos, Henrique d’Avila Bertaso, que começara na Livraria Globo em 1922, aos 15 anos, assumiu o setor editorial, enquanto a direção da Revista do Globo foi dada a um jovem escritor, Érico Veríssimo, que se transformou em um dos principais tradutores da editora. A carreira de Veríssimo como autor tivera início em 1928, quando Bernardi aceitara seu conto “Ladrão de Gado” para Revista do Globo. Seu 1º livro, "Fantoches", foi uma coletânea de contos que H. Bertaso aceitara publicar em 1932. Após alguns livros, o êxito comercial só chegou em 1935, com “Caminhos Cruzados”, que recebeu vários prêmios.

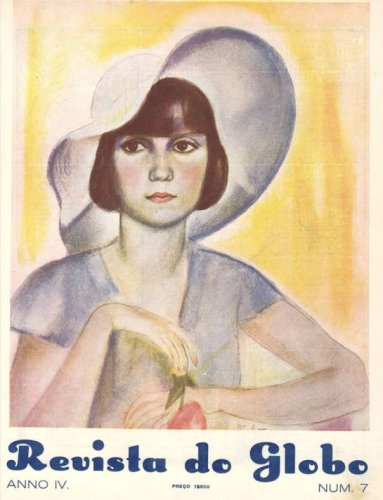
Capa da Revista do Globo, ano IV nº 7, de 1932, com ilustração de Francis Pelichek.

Mediante a situação econômica, o livro brasileiro se tornou competitivo, fato que foi aproveitado pela Livraria Globo. Em 1936, a empresa já possuía 3 andares, 500 empregados, 20 máquinas Linotipo, e o setor editorial já tinha cerca de 500 títulos. Veríssimo passou a direção da revista a De Souza Júnior, e se tornou consultor editorial de H. Bertaso, influenciando no ganho de qualidade literária da editora., que dava ênfase aos autores anglo-americanos, devido à preponderância das traduções do inglês. Com a Segunda Guerra Mundial, houve uma súbita prosperidade no negócio de livros, e vários tradutores foram contratados, tais como Leonel Vallandro, Juvenal Jacinto, Herbert Caro, Homero de Castro, como empregados permanentes. No início dos anos 50, com o rigor do Brasil no controle das remessa de divisas para o exterior, houve um declínio na produção de traduções da Globo, havendo depois uma pequena recuperação nos anos 60, porém, sem recuperação do antigo interesse, especializando-se em outras áreas.
Veríssimo começou a se dedicar mais à sua própria produção literária; José Bertaso morreu em 1948 e, em 1956, quando a Globo atingiu seu 2.000º título desde 1930, foi decidido transformar a parte editorial do negócio em um empreendimento legalmente separado, sendo criada a Editora Globo. Veríssimo foi, aos poucos, se desligando da Globo, e morreu em 1975. Henrique Bertaso morreu em 1977, tendo passado seu negócio aos filhos José Otávio, Fernando e Cláudio. Em 1986 a empresa foi vendida à Rio Gráfica Editora (RGE), de Roberto Marinho. A Rio Gráfica passou a usar somente o nome Editora Globo desde então.
- Instituto Nacional do Livro

Com a revolução de 1930, o Rio Grande do Sul projetou-se no cenário nacional.. Com a implantação do Estado Novo, uma das consequências foi a criação do Instituto Nacional do Livro, por iniciativa do Ministro Gustavo Capanema, em setembro/dezembro de 1937 (pelo Decreto-Lei nº 93, de 21 de setembro de 1937). O poeta Augusto Meyer o dirigiria até 1954, e novamente de 1961 a 1967. Foi criado e incentivado por Getúlio Vargas com o objetivo de elaborar uma enciclopédia e dicionário da língua brasileira que retratasse a identidade e a memória nacional e para apoiar a implantação de bibliotecas públicas em todo o Brasil. Até 1945, no entanto, ainda não haviam concluído a enciclopédia e o dicionário, mas, o número de bibliotecas públicas cresceu, principalmente nos estados de escassez cultural, graças ao auxílio prestado pelo INL na composição do acervo e na capacitação técnica.
- Outras editoras de destaque

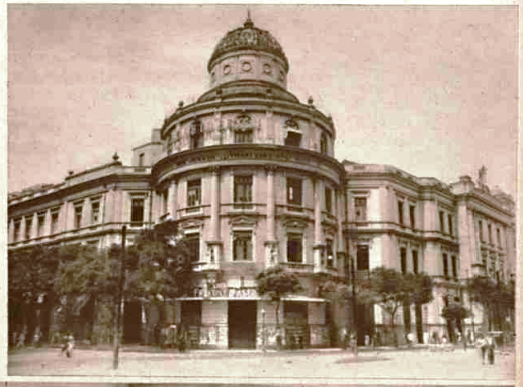
Edifício da livraria e editora Freitas Bastos, em 1939.

Além das já mencionadas, no início do século XX, tiveram importância, no Rio de Janeiro a Livraria H. Antunes, fundada por Hector Antunes em 1909, e a Arthur Vecchi, em 1913, que começou com edição de livros e posteriormente se dedicou às revistas em quadrinhos. Além dessas, a Livraria Editora Leite Ribeiro e Maurillo, fundada no Rio de Janeiro em 1917, e que em meados de 1920 passou a se chamar Freitas Bastos; a Livraria Católica, fundada pelo poeta Augusto Frederico Schmidt, em 1930, a qual logo se tornou ponto de encontro dos intelectuais da época. Os que a freqüentavam se tonaram conhecidos como o "Círculo Católico". Schmidt tirou, posteriormente, a palavra Católica e ficou apenas Livraria Schmidt Editora, que permaneceu até 1939, quando o negócio foi absorvido e as instalações adquiridas por Zélio Valverde, de cuja firma Schmidt se tornou sócio. Outras são a Gianlorenzo Schettino Livraria Editora, que existiu de 1922 a 1931; a Editora A. Coelho Branco, e a Editora Ariel, dos escritores Gastão Cruls e Agripino Grieco, que era exclusivamente editora.
A Editorial Calvino Limitada foi iniciada por volta de 1931, sob o nome Calvino Filho. Na década de 1940, mediante suas publicações de tendência marxista, no enfrentamento da censura do Estado Novo, chegou a ser considerada o órgão da seção carioca do Partido Comunista. A Editora Vitória, que iniciou com romances de autores nacionais e estrangeiros em 1944, no ano seguinte mudou sua linha para história e teorias marxistas, tendo se tornado, após a queda de Getúlio Vargas, a principal editora do Partido Comunista, tomando esse papel das Edições Horizonte, fundadas em início de 1943 e incorporadas a ela em 1948. A experiência editorial da Vitória foi interrompida abruptamente com o golpe de 1964, seguido pela ditadura militar.
Outras importantes editoras que tiveram início na primeira metade do século XX foram a Saraiva e Cia, fundada em 1906, em São Paulo, por Joaquim Inácio da Fonseca Saraiva; a Editora O Pensamento, de Antonio Olívio Rodrigues, fundada em 1907; a Editora Cultrix (atualmente integrada à Pensamento), sob a direção de Edgard Cavalheiro; a EDIPE, em 1930; e a Companhia Melhoramentos de São Paulo, fundada em 1877 como empresa de papel, mas que iniciou sua atividade editorial em 1915, como "Weiszflog e Irmãos".
- Mercado editorial nos outros estados

No Rio Grande do Sul, além da Editora Globo, a editora mais antiga era a “Livraria e Editora Selbach”, fundada em 1931, tendo iniciado sua atividade com “Farrapos!”, de Walter Spalding. Encerrou por volta de 1960, Outras editoras importantes são a “Livraria Sulina”, fundada em 1946 pelos irmãos Leopold e Nelson Boeck, especializada em direito, administração de empresa e história. A “Tabajara”, com livros didáticos, e a L&PM Editores, criada por Ivan Pinheiro Machado e Paulo de Lima, em 1974, na época para publicar um único livro, “Rango, história em quadrinhos de um marginal”, por Edgar Vasques, que surgira antes em no jornal porto-alegrense “Folha da Manhã”. Estimulado pelo sucesso, os dois jovens editores passaram a publicar um número reduzido, mas selecionado de títulos, questionadores do governo da época, durante a ditadura militar. Nos anos 70, outras editoras importantes foram a Editora Movimento e a Editora Mercado Aberto.
No Paraná, em Curitiba, na década de 30 a Editora Guaíra ganhou reputação nacional com títulos como “Esperança”, de André Malraux, “Doña Bárbara”, de Rómulo Gallegos, entre outros. No início dos anos 40, sua produção era de 40 títulos por ano. Declinou após a Segunda Guerra Mundial. Ainda em Curitiba, A Editora dos Professores, criada por Ocyron Cunha em 1962, era destinada a produzir obras de professores regionais, e atualmente está desativada.
Santa Catarina, apesar da pouca atividade editorial, tem abundância em pontos de venda, e grande parte de seus municípios possui livrarias, o que a colocava em 5º lugar nacional em pontos de venda de livros nos anos 80.
Em outras cidades do Rio de Janeiro, vale destacar Petrópolis, com a Editora Vozes, criada em 5 de março de 1901, pelo convento franciscano local, e é a mais antiga editora do Brasil ainda em atividade.
Em Minas Gerais, em Belo Horizonte se destacou a Livraria Itatiaia Editora, além da Editora Comunicação, Editora Vega, Interlivros e LEMI (Livraria Editora Miguilim), de livros infantis.
Na Bahia, entre as décadas de 40 e 60, a mais importante marca editorial foi a “Livraria Progresso”, de Aguiar e Souza Ltda. (não confundir com a Progresso do Grupo Delta). Outra foi a Edições Macunaíma, fundada em 1957 por Calasans Neto, Fernando da Rocha Peres, Glauber Rocha e Paulo Gili Soares, como Macunaíma Empreendimentos Editoriais Ltda. Em 1974, destacou-se a Editora Itapuã, de Dmeval Chaves e a Editora Janaína, de Jorge Amado.
Em Recife, destacaram-se a “Livraria Sete”, e a “Gráfica Amador”, que mudou o nome para Editora Igarassu, e em 1980, a Editora Guararapes.

## Livros de bolso
Houve várias tentativas, no Brasil, de produção de um livro mais barato. Na “Coleção Globo” da Livraria do Globo, no início dos anos 30, foram lançados 24 títulos, inclusive clássicos, aventuras e policiais, no formato 11x 16 cm, cartonados. Em 1942, Bertaso iniciou a “Coleção Tucano”, com ficção de boa qualidade, tais como André Gide, Thomas Mann, e outros. Na década de 60, a Globo lançou a “Coleção Catavento”, com sucesso. Em 1944, houve a “Coleção Saraiva” de clássicos brasileiros.
Houve tentativas de distribuição em bancas de jornal e em quiosques de aeroportos. Em 1956, constitui-se a Editora Monterrey, para produzir ficção ligeira popular (pulp), em formato de livro de bolso, fundada por espanhóis, publicou as séries O Coyote e Brigitte Montfort. O exemplo de mais qualidade foi o da Tecnoprint Gráfica, que adotou, posteriormente, a marca editorial Edições de Ouro, seu título mais famoso no formato foi a série de ficção científica alemã Perry Rhodan.
Na década de 60, surgiu a Dominus Editora S/A (DESA), com edições de bolso e a Livraria José Olympio Editora lançou a “Sagarana”, com reimpressões em pequeno formato. Em 1970, a Editora Bruguera, subsidiária brasileira da Francisco Bruguera, da Argentina, publicou uma coleção de bolso de ficção estrangeira e nacional, a maioria em domínio público. A Editora Artenova também teve experiências com livro de bolso. Em fins de 1971, a Editora Edibolso iniciou com apenas 14 títulos e em fins de 1977 já lançara quase uma centena de livros de bolso. Algumas das coleções de bolso mais conhecidas, atualmente, são das editoras L&PM (Coleção Pocket) e Martin Claret.
Na década de 1990 o editor Vicente Fittipaldi (Editora Fittipaldi e Editora Contato) se destacou no segmento, editando mais de 6 milhões de exemplares anualmente com distribuição em bancas de jornais pelo grupo Abril.

## Panorama editorial atual
A partir dos anos 80 houve um crescimento ascendente do mercado editorial brasileiro, com um aumento do setor editorial. Novas editoras surgiram, mas muitas das antigas foram substituídas ou incorporadas a outras. A Companhia Editora Nacional, por exemplo, atualmente pertence ao IBEP, e a Civilização Brasileira, ao Grupo Editorial Record, que surgira em 1942 e se constituíra em editora em 1957. As Editoras Cultrix e Pensamento se uniram na Editora Pensamento-Cultrix, enquanto a Editora Cortez & Moraes separou-se, formando a Editora Cortez e a Editora Moraes, que por sua vez se transformou na Centauro Editora. Editoras antigas sobreviveram, como a Editora Brasiliense e a Editora Vozes, a mais antiga ainda atuante do Brasil, e novas editoras cresceram e diversificaram o cenário editorial nacional, como Editora Perspectiva (1965), Editora Nórdica (1970), Editora Cátedra (1970), Martin Claret (1970), Alfa-Ômega (1973), Editora Rocco (1975), Companhia das Letras (1986), entre outras.
- Editora Nova Fronteira

A Editora Nova Fronteira foi fundada no Rio de Janeiro em1965, pelo jornalista político Carlos Lacerda. Antes de morrer, em 1977, acertou um vínculo formal com a Editora Nova Aguilar, fundada em 1958, por um sobrinho do proprietário de sua homônima em Madri. Com a morte de Lacerda, assumiram seus filhos Sérgio e Sebastião.
- Editora Abril

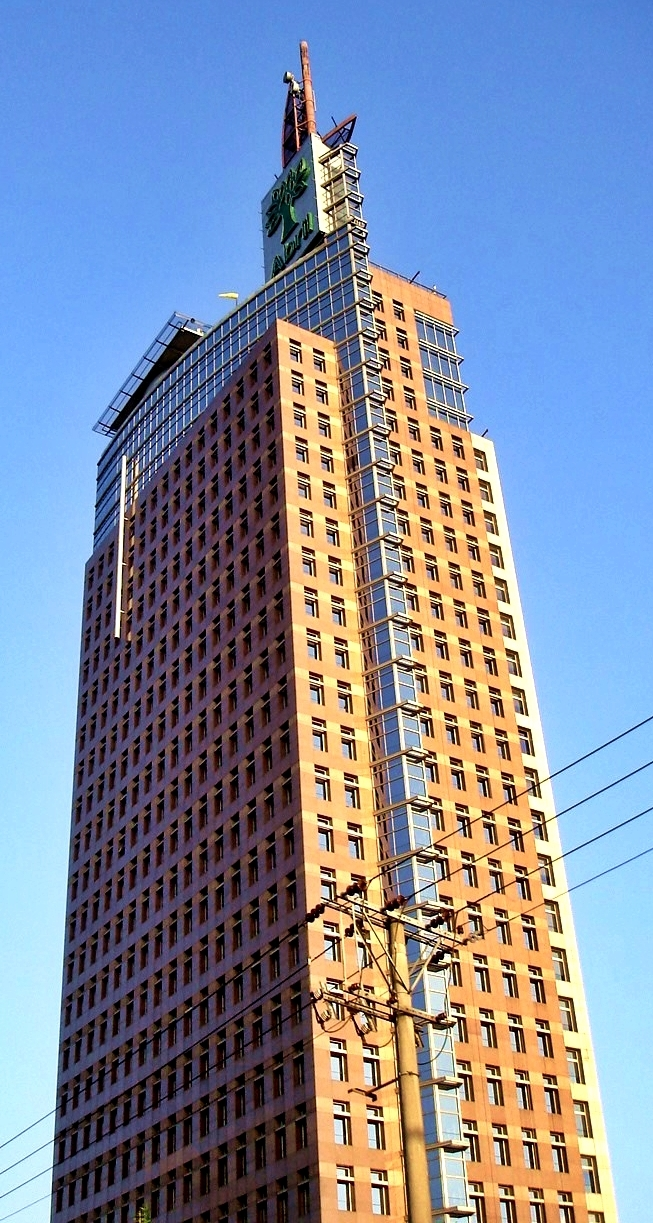
Birmann 21, edifício sede da Editora Abril, em São Paulo, um dos maiores arranha-céus do Brasil.

A Editora Abril foi a responsável pelo êxito de um tipo de livro vendido nas bancas de jornais: a edição em fascículos. A Abril foi constituída por Victor Civita e seu amigo Giordano Rossi em 1950, inicialmente como editora de revistas. Começou com O Pato Donald, trabalhando com a organização Walt Disney, e seu 1º empreendimento no mercado de livros foi em 1965, com uma edição ilustrada da Bíblia Sagrada, em fascículos quinzenais, seguindo-se outras, de interesse geral. O crescimento e a aceitação foram impressionantes, e em 1974, até fascículos sobre filosofia, Os Pensadores, dos quais eram vendidos 100.000 exemplares por semana. Em 1982, foram lançados Os Economistas, incluindo 20 títulos que nunca haviam sido publicados em português.
- Panorama atual da leitura no Brasil

O Sindicato Nacional dos Editores de Livros (SNEL), a Câmara Brasileira do Livro (CBL), a Associação Brasileira de Editores de Livros (ABRELIVROS) e a Associação Brasileira de Celulose e Papel (BRACELPA) pesquisam os hábitos de leitura dos brasileiros e fornecem informações para o planejamento do mercado e das políticas públicas, e atualmente têm cerca de 659 editoras cadastradas.
Um levantamento da Associação Nacional de Livrarias (ANL), disponibilizado em 27 de julho de 2010, mostra que no país existem, atualmente 2 980 lojas — 11% a mais do que havia em 2006. A ANL aponta, porém, que os brasileiros leem apenas 1,9 livros por ano, o que fica aquém de outros países latino-americanos. Vitor Tavares, presidente da ANL, exemplifica: “Na Argentina, se lê em torno de cinco. No Chile, três. Na Colômbia, se lê 2,5 livros por ano”. Ainda segundo Tavares, “Há cada vez mais livrarias sendo inauguradas em grandes centros, mas, em cidades de até 80 mil habitantes, muitas vezes, não há nenhum ponto de venda”. Ainda de acordo com a ANL, a região sudeste é a que tem o maior número de lojas; São Paulo, com 864 varejistas especializados em livros, tem mais que o dobro do 2º colocado, seguido pelo Rio de Janeiro, Minas Gerais e Rio Grande do Sul. O Paraná está em 5º lugar em número de livrarias. A Bahia tem o maior número de livrarias na região Nordeste, sendo o sexto colocado no país, empatado com Santa Catarina; Roraima, que apesar de ter apenas 25 livrarias tem, proporcionalmente, na região Norte, a melhor média nacional.

## Enquete
Em 23 de julho de 2010, o jornal Valor Econômico promoveu uma enquete com um grupo de críticos e professores para identificar qual é a melhor editora do Brasil, apresentando como resultado a Companhia das Letras em primeiro lugar (81%), a Cosac Naify em segundo (76%). Em 3º lugar ficaram a Editora 34, a Martins Fontes e a Record; em 4º a Editora UFMG; em 5º Ateliê Editorial, Editora Hedra, Editora Iluminuras, Editora da Unicamp; em 6º lugar Contraponto Editora, Difel, Edusp, Editora Escrituras, Editora Perspectiva, UnB, Editora Vozes, WMF Martins Fontes, Zahar Editores.
A pesquisa promovida pelo jornal não teve a intenção de medir a eficiência empresarial, mas sim de indicar as editoras que mais se destacam culturalmente. A votação se encaminhou para a ênfase nas áreas artístico-literária e das ciências humanas e na capacidade de interferir na vida cultural e de formar leitores com critérios para medir a qualidade de uma editora. Aos 21 especialistas consultados, foi pedido que fossem escolhidas as três melhores casas editoriais. Foram excluídas as áreas mais especializadas, como livros técnicos, autoajuda, didáticos e paradidáticos.